# Alekjaure
Alekjaure är en sjö i Arjeplogs kommun i Lappland och ingår i Piteälvens huvudavrinningsområde. Sjön har en area på 0,655 kvadratkilometer och ligger 437,2 meter över havet. Alekjaure ligger i Piteälven Natura 2000-område.

## Delavrinningsområde
Alekjaure ingår i det delavrinningsområde (737405-160592) som SMHI kallar för Utloppet av Alekjaure. Medelhöjden är 635 meter över havet och ytan är 8,91 kvadratkilometer. Det finns inga avrinningsområden uppströms utan avrinningsområdet är högsta punkten. Vattendraget som avvattnar avrinningsområdet har biflödesordning 2, vilket innebär att vattnet flödar genom totalt 2 vattendrag innan det når havet efter 231 kilometer. Avrinningsområdet består mestadels av skog (44 procent) och kalfjäll (41 procent). Avrinningsområdet har 0,7 kvadratkilometer vattenytor vilket ger det en sjöprocent på 7,8 procent.